# Amieiro
O amieiro, nome vulgar de Alnus glutinosa, é uma árvore ripícola  de médio porte, da família das betulaceae, sendo a mais frequente do género em Portugal. Na Europa distribui-se por todo o continente, noroeste de África e oeste da Ásia, em habitats paludosos e ribeirinhos.

## Origem do nome
Alnus é o nome clássico, em latim, dado ao amieiro, mas que deriva do céltico “al” e “han” que significa “próximo da água”. A designação glutinosa provém do latim glutinosus-a-um, que significa “pegajoso” ou “viscoso”, devido à viscosidade presente nos ramos, gomos, frutos, etc. Esta designação e espécie foi registada no território português a partir do ano de 907.

## Características
É uma árvore que raramente ultrapassa os 25 metros de altura, de copa ampla e arredondada. O seu tronco tem a casca é lisa e acinzentada mas vai ficando castanho-escura e formando gretas longitudinais com o passar do tempo.
As folhas são simples, ligeiramente arredondadas e com o vértice chanfrado – apresenta um pequeno entalhe. São viscosas e de cor verde-escuro brilhante na página superior e verde mais claro na página inferior, onde também são visíveis pelos amarelos nas axilas das nervuras.
É uma espécie monóica, com flores masculinas e femininas na mesma planta e agrupadas em inflorescências. As flores masculinas formam amentilhos – género de espiga alongada, com uma forma cilíndrica, compridos e de cor púrpura durante o inverno e verde na primavera. As flores femininas são agrupadas em amentilhos ovóides, lenhificados, que fazem lembrar pequenas pinhas, de cor vermelho-púrpura, que se tornam verdes na primavera e castanhas depois de ocorrer a fecundação. A formação das inflorescências inicia-se no outono e a floração é regular, abundante e ocorre entre janeiro e março, antes do surgimento das folhas.
Os frutos são pequenos, ovóides, de cor castanho-avermelhado e muito viscosos. A maturação dos frutos ocorre no outono, altura em que dispersam inúmeras sementes, que são facilmente transportadas ao longo dos cursos de água.

## Utilização
A sua madeira, de baixa densidade e resistente à água, é muito utilizada na construção de corpos de guitarras sólidas. O amieiro tem como característica sonora um som mais aveludado, com um grave bastante profundo. Possui um timbre caracteristicamente mais agudo, alta velocidade de propagação do som, e boa sustentação. A Ibanez é uma das principais marcas de guitarras a utilizar o amieiro em seus produtos, tal como a Ibanez Jem 7Wh consagrada pelo mestre Steve Vai. É também tradicionalmente preferido para a produção de tamancos ou socos e chancas em Portugal; as típicas máscaras utilizadas no Entrudo de Lazarim, em Portugal, são igualmente feitas a partir de madeira de amieiro, abundante na região.[carece de fontes?] Assim como, devido à sua resistência à água, a madeira é utilizada no fabrico de móveis, tamancos, brinquedos e diversos utensílios domésticos (colheres, vasos, etc.).

## Galeria

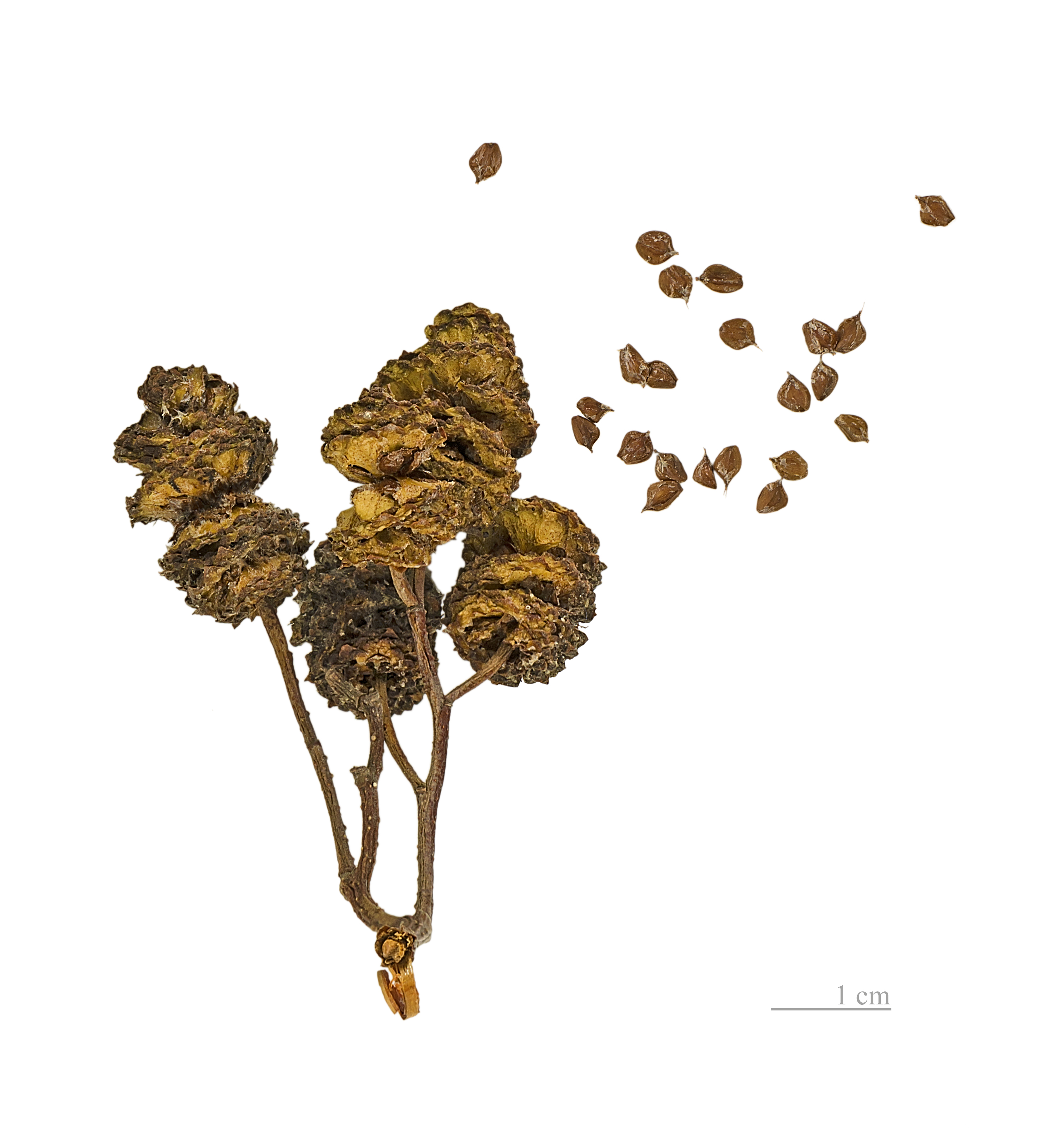
Frutos e sementes - MHNT
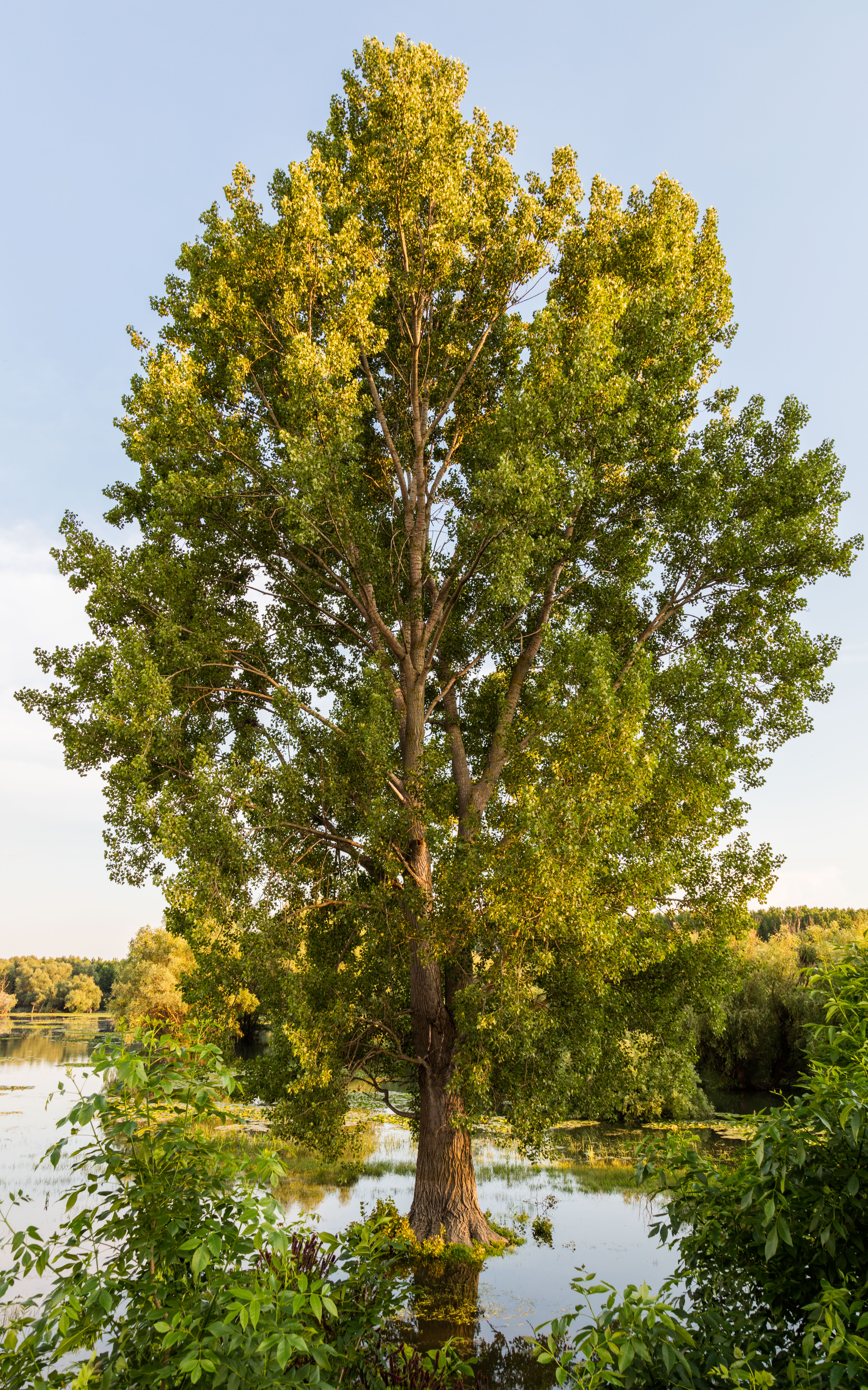
Árvore